# 名古屋市立引山小学校
名古屋市立引山小学校（なごやしりつ ひきやましょうがっこう）は、名古屋市名東区引山一丁目にある公立小学校。

## 歴史
名古屋市立猪子石小学校の分校として当地に設置されたのは、1979年（昭和54年）4月1日のことである。独立校の名古屋市立引山小学校となったのは翌年度のことであった。

### 児童数の変遷
『愛知県小中学校誌』（2018年）によると、児童数の変遷は以下の通りである。
| 1980年（昭和55年） | 720人 |  |
| 1987年（昭和62年） | 567人 |  |
| 1997年（平成9年）  | 580人 |  |
| 2007年（平成19年） | 369人 |  |
| 2017年（平成29年） | 273人 |  |

## 通学区域
所管する名古屋市教育委員会は、2018年（平成30年）9月1日現在、名東区のうち、延珠町・香南一丁目・香南二丁目・引山一丁目・引山二丁目・引山三丁目・引山四丁目の全域および猪子石原三丁目の一部を通学区域として指定している。
また、卒業後の進学先は名古屋市立香流中学校となっている。

## 交通アクセス
名古屋市営バス・名鉄バス引山停留所が最寄りバス停である。

### WEB
1. 1 2  名古屋市教育委員会事務局総務部企画経理課企画統計係 (2018年9月18日). “名東区の小・中学校一覧”.   名古屋市. 2018年11月14日閲覧。
2. 1 2  “沿革”.   名古屋市立引山小学校. 2018年12月24日閲覧。
3. ↑  名古屋市教育委員会事務局総務部教育環境計画室計画係 (2018年9月1日). “名古屋市立小・中学校の通学区域一覧（名東区）” (PDF).   名古屋市. 2018年11月15日閲覧。
4. ↑  名古屋市教育委員会事務局総務部教育環境計画室計画係 (2018年4月1日). “名古屋市立中学校区一覧（小→中）” (PDF).   名古屋市. 2018年11月14日閲覧。

### 書籍
1. ↑  六三制教育七十周年記念 愛知県小中学校誌 合同記念誌編集特別委員会 2018, p. 284.